# Musée archéologique de Puerto de la Cruz
Le Musée Archéologique de Puerto de la Cruz (espagnol : Museo Arqueológico de Puerto de la Cruz) est un musée archéologique situé dans la ville de Puerto de la Cruz à Tenerife, dans les Îles Canaries, en Espagne.

## Collection
Le musée possède une collection d'archives comprenant plus de 2600 objets de la culture guanche ainsi qu'une collection de documents portant le nom du chercheur Luis Diego Cuscoy.

Il possède de nombreuses céramiques guanches, des restes de momies guanches, deux coquilles de patelle, une découverte de Telesforo Bravo et une figure d'argile connue sous le nom de Guatimac.